# Radosław Waleszczak
Radosław Waleszczak (ur. 4 października 1967 w Jednorożcu) – polski historyk, regionalista, nauczyciel szkół średnich i wykładowca akademicki.

## Życiorys
Radosław Waleszczak urodził się 4 października w 1967 w Jednorożcu jako syn Antoniego i Alfredy z domu Kostrzewskiej. Absolwent Szkoły Podstawowej (1982) i Liceum Ogólnokształcącego w Chorzelach (1986) oraz Wydziału Historycznego Uniwersytetu Warszawskiego (1992; kierunek – historia). W 2000 r. uzyskał stopień doktora nauk humanistycznych na Uniwersytecie w Białymstoku. Odbył studia podyplomowe w Instytucie Nauk Prawnych PAN w Warszawie oraz na Uniwersytecie Mikołaja Kopernika w Toruniu.
Nauczyciel LO w Chorzelach w latach 1992–1998, następnie sekretarz Starostwa Powiatowego w Przasnyszu (1999–2006), nauczyciel LO w Przasnyszu (od 2006); wykładowca w Wyższej Szkole Zawodowej w Mławie (2005−2006) oraz w Wyższej Szkole Języków Obcych w Przasnyszu (od 2007). W latach 2006–2011 był wiceprezesem Towarzystwa Przyjaciół Ziemi Przasnyskiej, jest członkiem Łomżyńskiego Towarzystwa Naukowego im. Wagów i Ostrołęckiego Towarzystwa Naukowego. Od 2006 r. pełni funkcję kanclerza Medalu Stanisława Ostoi-Kotkowskiego. Od 2011 r. nauczyciel historii w I Liceum Ogólnokształcącym im. Zygmunta Krasińskiego w Ciechanowie. W 2012 r. został wybrany na stanowisko dyrektora Liceum Ogólnokształcącego im. KEN w Przasnyszu. 5 października 2019 r. został powołany w skład Programowej Rady Patronackiej Wydziału Biologii i Biotechnologii UWM w Olsztynie. 22 czerwca 2012 r. Towarzystwo Przyjaciół Ziemi Przasnyskiej przyznało mu nagrodę statuetkę Przaśnika.
Autor książek: Chorzele. Zarys dziejów (Chorzele 1992), Przasnysz i powiat przasnyski w latach 1866–1939. Zarys dziejów (Przasnysz 1999), Przasnysz w latach 1795–1866 (Przasnysz 2008). Opublikował różne artykuły i rozprawy m.in. w Zeszytach Naukowych OTN, Roczniku Mazowieckim, a także w opracowaniach zbiorowych.
Żona Marta z zawodu nauczycielka, syn Bartosz.

## Ordery, odznaczenia i wyróżnienia
- wyróżnienie nagrodą „Zasłużony dla Gminy Chorzele” – 2010
- wyróżnienie statuetką Przaśnika – 2012
- Medal Komisji Edukacji Narodowej
- Złota Odznaka ZNP